# Thomas Truxtun

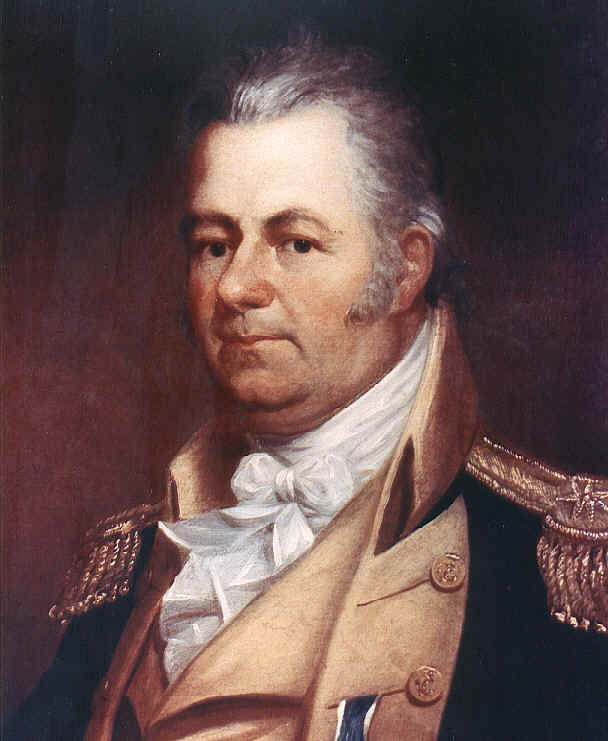
Thomas Truxtun

Thomas Truxtun, ook Thomas Truxton (bij Hempstead op Long Island, 17 februari 1755 - Philadelphia County (Pennsylvania), 5 mei 1822), was een Amerikaanse marineofficier die opklom tot de rang van commodore. Hij streed tijdens de Amerikaanse Onafhankelijkheidsoorlog tegen de Britten, dreef overzee handel met China en streed tegen de Fransen tijdens de Quasi-Oorlog. Later probeerde hij het in de politiek.

## Levensloop
Omdat hij geen kans had op een formele opleiding monsterde Truxtun als 12-jarige aan op het Britse handelsschip "Pitt". Hij werd opgemerkt door zijn bekwaamheden en toen hij 20 jaar werd had hij al het commando over een eigen schip "Andrew Caldwell". Hij nam als kaper (privateer) tijdens de Amerikaanse Onafhankelijkheidsoorlog verscheidene bevelvoerende officierstaken op zich, op verscheidene schepen: o.a. op de "USS Congress", "USS Independence", "Mars" en "St. James". Truxtun was bijzonder succesvol in het praaien en veroveren (enteren) van vijandelijke zeilschepen tijdens die periode en leed zelf geen enkele nederlaag.
Na de oorlog keerde hij terug naar de handelsvloot, waar hij voor de overige 12 jaren in dienst bleef. In 1786 kreeg hij het bevel op het eerste Amerikaanse handelsschip om handel te drijven met het Chinees keizerrijk. Hij werd te Kanton-vertegenwoordiger van Philadelphia.
Daarna werd Truxtun aangesteld tot kapitein in de nog jonge Amerikaanse Marine in 1794, en tijdens de Quasi-oorlog met Frankrijk, kreeg hij het bevel over het fregat de "Constellation". Voordien, had hij overzee zijn reputatie opgebouwd met samenwerking van kapitein Silas Talbot, en, na die reputatietitel te hebben verkregen, werd hij in een vervelende kwestie geplaatst door een of andere aanklacht over zijn schip, door president Washington. Hij werd hierna bevorderd tot commodore, door zijn opmerkelijke successen die hij bewees in de strijd op zee. Zijn overwinningen maakten hem een held van zijn tijd.
Alhoewel, tijdens deze periode, werd Truxton verwikkeld in een dispuut over zijn commandantsrang met Richard Dale. Truxton nam het bevel over van de "USS President" voor enkele maanden in 1800. Weldra na zijn uitstap uit de Amerikaanse marine, bevond hij zich eerst in Perth Ambot (New Jersey) en later in Philadelphia. Hem werd verzocht een commando over te nemen tijdens de Eerste Barbarijse Oorlog in 1801, maar weigerde dat, en vestigde zich alvast met rustpensioen.

### Politiek
Truxtun voerde een onsuccesvolle campagne voor het Huis van Afgevaardigden in 1810. Vermoedelijk speelden zijn bevelsweigeringen voordien hem parten tegenover derden. In 1816 werd hij uitverkozen als (sheriff) schepen van Philadelphia County, met een dienstdoend termijn van vier jaar. Hij schreef en publiceerde vooral boeken, die wel gekend waren in zijn tijd, met rapporten en technieken over navigatie en marinetactieken. Hij werd echter na zijn overlijden door de kerk begraven en daar ter aarde gelegd. Hij was op het moment van zijn overlijden 67 jaar oud.

### Als eerbetoon
Diverse marineschepen hebben sinds ze de naam hebben verkregen in zijn eerbetoon (zie USS Truxtun), alsook werd het stadje Truxtun, gelegen in Cortland County, naar hem vernoemd, straten in New York en Washington, en een rotonde in Washington, de Truxtun Circle. Nadat deze was ontmanteld, kreeg een nabije buurt dezelfde naam. Truxtun Park in de stad Annapolis (Maryland) is eveneens naar hem vernoemd.
Thomas Truxtun was dankzij zijn inzet in de Amerikaanse vrijheidsoorlog een der Cincinnati. Op portretten draagt hij de adelaar van dit gezelschap.